# Oscilação da cabeça
A oscilação da cabeça ou o balançar de cabeça indiano se refere a um gesto comum encontrado nas culturas do sul da Ásia, mais notavelmente na Índia. O movimento geralmente consiste em uma inclinação lateral da cabeça em arcos ao longo do plano coronal. Uma forma de comunicação não verbal, pode significar sim, bom, talvez, ok ou eu entendo, dependendo do contexto.

## Uso
Na Índia, um balançar de cabeça pode ter vários significados diferentes. Na maioria das vezes significa sim ou é usado para indicar compreensão. O significado do gesto de balançar a cabeça depende do contexto da conversa ou do encontro. Pode servir como uma alternativa para agradecer ou como uma apresentação educada, ou pode representar um reconhecimento.
A oscilação de cabeça também podem ser usada de maneira intencionalmente vaga. Um meneio de cabeça sem entusiasmo pode ser uma maneira educada de recusar algo sem dizer não diretamente.
O gesto é comum em toda a Índia. No entanto, é usado com mais frequência no sul da Índia.